# Adria Mobil/Saison 2013
Dieser Artikel listet Erfolge und Fahrer des Radsportteams Adria Mobil in der Saison 2013 auf.

## Erfolge in der UCI Europe Tour
In der Saison 2013 konnte das Team folgende Erfolge in der UCI Europe Tour herausfahren:
| Datum        | Rennen                                            | Kat. | Sieger          |
| ------------ | ------------------------------------------------- | ---- | --------------- |
| 6. März      | Trofej Umag                                       | 1.2  | Aljaž Hočevar   |
| 10. März     | Poreč Trophy                                      | 1.2  | Matej Mugerli   |
| 15. März     | 1. Etappe Istrian Spring Trophy                   | 2.2  | Matej Mugerli   |
| 14.–17. März | Gesamtwertung Istrian Spring Trophy               | 2.2  | Matej Mugerli   |
| 7. April     | Grand Prix Šenčur                                 | 1.2  | Radoslav Rogina |
| 21. April    | Banja Luka-Belgrade II                            | 1.2  | Matej Mugerli   |
| 11. Mai      | Classic Beograd-Čačak                             | 1.2  | Matej Mugerli   |
| 7. Juni      | Slowenische Meisterschaft – Einzelzeitfahren      | CN   | Klemen Štimulak |
| 15. Juni     | 2. Etappe Tour of Slovenia                        | 2.1  | Radoslav Rogina |
| 13.–16. Juni | Gesamtwertung Tour of Slovenia                    | 2.1  | Radoslav Rogina |
| 22. Juni     | Kroatische Meisterschaft – Einzelzeitfahren (U23) | CN   | Bruno Maltar    |

## Zugänge – Abgänge
| Zugänge         | Team 2012 | Abgänge           | Team 2013         |
| --------------- | --------- | ----------------- | ----------------- |
| Klemen Štimulak | Radenska  | Kristijan Đurasek | Lampre-Merida     |
| Bruno Maltar    | Neoprofi  | Marko Kump        | Team Saxo-Tinkoff |
| Primož Roglič   | Neoprofi  | Matej Gnezda      | Unbekannt         |
|                 |           | Primož Segina     | Unbekannt         |

## Mannschaft
| Name            | Geburtstag       | Nationalität |
| --------------- | ---------------- | ------------ |
| Kristjan Fajt   | 7. Mai 1982      | Slowenien    |
| Pavel Gorenc    | 15. Juli 1991    | Slowenien    |
| Aljaž Hočevar   | 20. August 1991  | Slowenien    |
| Bruno Maltar    | 6. Oktober 1994  | Kroatien     |
| Matej Mugerli   | 17. Juni 1981    | Slowenien    |
| Tomaž Nose      | 21. April 1982   | Slowenien    |
| Simon Pavlin    | 15. Mai 1992     | Slowenien    |
| Radoslav Rogina | 3. März 1979     | Kroatien     |
| Primož Roglič   | 29. Oktober 1989 | Slowenien    |
| Klemen Štimulak | 20. Juli 1990    | Slowenien    |